# Karl Rieker (Rechtswissenschaftler)
Karl Rieker (* 27. März 1857 in Urach; † 28. November 1927 in Erlangen) war ein deutscher Rechtswissenschaftler und Rechtshistoriker.

## Leben und Wirken
Karl Rieker studierte zunächst Theologie und Philosophie in Tübingen, erlangte das Lic. theol. und arbeitete als Diakon. Dann studierte er Rechtswissenschaft an der Universität Leipzig. 1891 wurde er mit der Arbeit Die rechtliche Natur des evangelischen Pfarramts zum Dr. jur. promoviert. 1892 habilitierte er sich für Öffentliches Recht und Rechtsgeschichte. 1892 bis 1893 war er Privatdozent und von 1893 bis 1903 außerordentlicher Professor an der Juristischen Fakultät der Universität Leipzig. Ab 1903 war er ordentlicher Professor für Staats- und Verwaltungsrecht und Rechtsgeschichte an der Universität Erlangen.

## Schriften
- Die rechtliche Natur des evangelischen Pfarramts. Dissertation. Universität Leipzig 1891.
- Die rechtliche Stellung der evangelischen Kirche Deutschlands in ihrer geschichtlichen Entwicklung bis zur Gegenwart. Habilitationsschrift. Universität Leipzig 1892.
- Die Stellung des modernen Staates zur Religion und Kirche. Dresden 1895
- Grundsätze reformierter Kirchenverfassung. Leipzig 1899.
- Sinn und Bedeutung des landesherrliches Kirchenregiments. Leipzig 1902.
- Das landesherrliche Kirchenregiment in Bayern. Eine kirchenrechtliche Untersuchung. Mohr, Tübingen 1913.
- Das neue bayerische Armenrecht. Vortrag auf der ordentlichen Mitgliederversammlung des Pfarrer-Vereins der protestantischen Landeskirche in Bayern am 17. November 1915 zu Nürnberg. Junge, Erlangen 1915. 2. Auflage 1916.
- Zur Neugestaltung der protestantischen Kirchenverfassung in Deutschland. Deichert, Leipzig/Erlangen 1919.
- Erlanger Leitsätze zur Neugestaltung der protestantischen Kirchenverfassung im Bayern. Jacob, Erlangen 1919.